# Pagani (gemeente)
Pagani is een gemeente in de Italiaanse provincie Salerno (regio Campanië) en telt 34.775 inwoners (31-12-2004). De oppervlakte bedraagt 12,7 km², de bevolkingsdichtheid is 2689 inwoners per km².

## Demografie
Pagani telt ongeveer 10997 huishoudens. Het aantal inwoners daalde in de periode 1991-2001 met 2,4% volgens cijfers uit de tienjaarlijkse volkstellingen van ISTAT.
| Jaar | Inwoneraantal |
| ---- | ------------- |
| 1991 | 33.138        |
| 2001 | 32.349        |

## Geografie
Pagani grenst aan de volgende gemeenten: Nocera Inferiore, San Marzano sul Sarno, San Valentino Torio, Sant'Egidio del Monte Albino, Tramonti.